# Sutla
Sutla (slovinsky Sotla) je řeka v Chorvatsku a Slovinsku. Je dlouhá 91 km a téměř po celé své délce protíná hranici mezi Chorvatskem a Slovinskem. V Chorvatsku prochází Krapinsko-zagorskou a Záhřebskou župou. Vzniká v chorvatském Záhoří nedaleko hory Maceljska gora (718 m) a ústí do řeky Sávy.

## Sídla ležící u břehu řeky

### Chorvatsko
Lupinjak, Strmec Humski, Klenovec Humski, Hum na Sutli, Mali Tabor, Prišlin, Zalug, Gornje Brezno, Donje Brezno, Brezno Gora, Harina Žlaka, Luke Poljanske, Bratkovec, Poljana Sutlanska, Miljana, Plavić, Zagorska Sela, Razvor, Kumrovec, Risvica, Mihanovićev Dol, Lepoglavec, Gredice, Novi Dvori Klanječki, Kačkovec, Draše, Gornji Čemehovec, Donji Čemehovec, Vučilčevo, Bijela Gorica, Kraj Donji, Vukovo Selo, Harmica, Ključ Brdovečki

### Slovinsko
Trlično, Dobovec pri Logatcu, Log, Rogatec, Brezovec pri Rogatcu, Tržišče, Rjavica, Rajnkovec, Pristavica, Nimno, Vonarje, Sodna vas, Podčetrtek, Imenska Gorca, Imeno, Golobinjek ob Sotli, Prelasko, Sedlarjevo, Lastnič, Dekmanca, Srebrnik, Ples, Polje pri Bistrici, Bistrica ob Sotli, Kunšperk, Orešje na Bizeljskem, Bukovje, Drenovec pri Bukovju, Bračna vas, Nova vas ob Sotli, Brezovica na Bizeljskem, Gregovce, Stara vas - Bizeljsko, Slogonsko, Rakovec, Veliki Obrež, Rigonce, Loče

## Přítoky
Největšími přítoky Sutly jsou řeky Bistrica a Mestinjščica ze slovinské strany, dalšími přítoky jsou Draganja a Skortina.